# تایگر گلوبال
تایگر گلوبال (انگلیسی: Tiger Global) شرکت سرمایه‌گذاری آمریکایی است، که در سال ۲۰۰۱ تأسیس شد.